# Schuyler Sisters (série de romances)
A série de romances de Schuyler Sisters escrita por Beatriz Williams consiste em três livros: A vida secreta de Violet Grant (2014), Tiny Little Thing (2015) e Along the Infinite Sea (2015).

## A vida secreta de Violet Grant(2014)
A vida secreta de Violet Grant foi publicada em 27 de maio de 2014 pela G. P. Putnam's Sons.
O romance foi nomeado para o Goodreads Choice Award de Ficção Histórica de 2014.
A vida secreta de Violet Grant foi geralmente bem recebida pelos críticos.
Elise Dinh-McCrillis, da Shelf Awareness, descreveu: "Os leitores serão transportados para a Europa à beira da Primeira Guerra Mundial e para a Nova York dos anos 1960, e Vivian é o tipo de heroína ousada que os fãs de Williams adoram. Ela joga com a mesma agilidade que Carole Lombard em um filme clássico. Violet, por outro lado, é mais inocente, mas exibe uma determinação forte ao atravessar o Atlântico para estudar física em Londres em 1911, e seu florescimento ocorre quando ela encontra o amor verdadeiro.
A Kirkus Reviews ofereceu uma crítica menos favorável, destacando que, embora Vivian e Violet sejam protagonistas cativantes, os leitores podem se sentir incomodados com a manipulação de Vivian e questionar a abordagem ingênua e subserviente de Violet em relação ao seu casamento, especialmente considerando sua caracterização anterior como uma mulher forte e inteligente. Mesmo os leitores em busca de pura evasão ficarão curiosos para entender por que a família de Vivian não estava interessada em descobrir a verdade completa sobre o destino de Violet antes da investigação de Vivian. A mensagem subjacente ressalta que o dinheiro não pode garantir a felicidade, especialmente quando alguém está preso em um papel que já não lhe serve mais.
A Lista de livros [1] e o Library Journal '[2] também revisaram o romance.Também revisou o romance.

## Tiny Little Thing(2015)
Tiny Little Thing foi publicado em 23 de junho de 2015 pela G. P. Putnam's Sons.
A Kirkus Reviews chamou Tiny Little Thing de "uma visão fascinante da riqueza, do amor, da ambição, dos segredos e do que os membros da família farão e não farão para se protegerem". Eles também disseram que o romance é "elegantemente escrito" e "o livro está repleto de heróis e vilões inesperados [...] tornando um mundo exclusivo e estilo Kennedy acessível. A mensagem subjacente é que o dinheiro não pode comprar felicidade, especialmente quando você está vivendo em uma pele que não se encaixa mais".[ing]
Katie Noah Gibson, escrevendo para Shelf Awareness, chamou o romance de "uma história deliciosamente escandalosa e profundamente emocionante da busca de uma mulher para construir uma vida satisfatória". Gibson também elogiou o estilo de escrita de Williams, destacando sua "prosa elegante e diálogo de borda de diamante".
A Lista de livros também revisou o romance.

## Along the Infinite Sea(2015)
Ao longo do Mar Infinito foi publicado em 3 de novembro de 2015 pela G. P. Putnam's Sons.
O último livro da série foi bem recebido pelos críticos, incluindo avaliações estreladas de Kirkus Reviews e Shelf Awareness, cujo primeiro comparou a história com The Sound of Music e Mad Men. Jaclyn Fulwood, da Shelf Awareness, chamou o romance de "passionado e com olhos estrelado".
A Lista de livros [1] e o Library Journal '[2] também revisaram o romance.Também revisou o romance.